# Deutsche Cadre-71/2-Meisterschaft 1984/85

Veranstaltungsort: Gelsenkirchen

Die Deutsche Cadre-71/2-Meisterschaft 1984/85 ist eine Billard-Turnierserie und fand am 13. Oktober 1984 in Gelsenkirchen zum 37. Mal statt.

## Geschichte
Wie schon im Vorjahr lautete das Endspiel Wolfgang Zenkner gegen Klaus Hose. Wieder war es der Münchner der die Begegnung für sich entschied. In drei Aufnahmen besiegte er Hose mit 200:79. Dass die Spieldistanz wieder vergrößert wurde, kam allen Teilnehmern zugute. Der erst 18-jährige Bochumer Fabian Blondeel belegte nach guter Leistung den dritten Platz.

## Modus
Gespielt wurde in den Qualifikationsgruppen bis 250 Punkte oder 15 Aufnahmen. In der Endrunde wurde bis 250 Punkte ohne Aufnahmenbegrenzung gespielt.
Die Endplatzierung ergab sich aus folgenden Kriterien:
1. Matchpunkte
2. Generaldurchschnitt (GD)
3. Bester Einzeldurchschnitt (BED)
4. Höchstserie (HS)

## Teilnehmer (nach Ausgangsklassement)
1. Wolfgang Zenkner (BSV München) (Titelverteidiger)
2. Klaus Hose (BSV Duisburg-Hochfeld 74) (GD 50,00)
3. Fabian Blondeel (DBC Bochum) (GD 23,72)
4. Klaus Müller (BC Viktoria 09 Neunkirchen) (GD 19,23)

## Turnierverlauf
| #                          | Name                                      | MP  | GD    | BED   | HS  |
| -------------------------- | ----------------------------------------- | --- | ----- | ----- | --- |
| 1                          | Klaus Müller (BC Viktoria 09 Neunkirchen) | 6:0 | 19,23 | 20,83 | 078 |
| 2                          | Willi Steinberger (BC Kempten)            | 4:2 | 16,33 | 16,40 | 110 |
| 3                          | Dieter Steinberger (BC Kempten)           | 2:4 | 15,37 | 17,85 | 079 |
| 4                          | Uwe Steinberger (BC Kempten)              | 0:6 | 8,95  | –     | 056 |
| Turnierdurchschnitt: 14,89 |                                           |     |       |       |     |

| MP    | Match Punkte (Sieger = 2; Unentschieden = 1; Verlierer = 0) |
| SV    | Satzverhältnis (nur bei Turnieren im Satzsystem)            |
| Pkte. | Erzielte Karambolagen                                       |
| Aufn. | benötigte Aufnahmen                                         |
| GD    | Generaldurchschnitt                                         |
| MGD   | Mannschafts-Generaldurchschnitt                             |
| BED   | Bester Einzeldurchschnitt eines Spielers                    |
| BEMD  | Bester Einzeldurchschnitt einer Mannschaft                  |
| BSD   | Bester Satzdurchschnitt eines Spielers                      |
| HS    | Höchstserie                                                 |
| WRP   | Weltranglistenpunkte                                        |

| #                          | Name                                    | MP  | GD    | BED   | HS  |
| -------------------------- | --------------------------------------- | --- | ----- | ----- | --- |
| 1                          | Klaus Hose (SV Duisburg-Hamborn 68)     | 6:0 | 50,00 | 83,33 | 210 |
| 2                          | Thomas Wildförster (BSV Velbert)        | 4:2 | 32,31 | 50,00 | 211 |
| 3                          | Dieter Wirtz (BSV Duisburg-Hochfeld 74) | 2:4 | 14,96 | 20,83 | 063 |
| 4                          | Torsten Anders (BSV Velbert)            | 0:6 | 10,14 | –     | 088 |
| Turnierdurchschnitt: 23,39 |                                         |     |       |       |     |

| MP    | Match Punkte (Sieger = 2; Unentschieden = 1; Verlierer = 0) |
| SV    | Satzverhältnis (nur bei Turnieren im Satzsystem)            |
| Pkte. | Erzielte Karambolagen                                       |
| Aufn. | benötigte Aufnahmen                                         |
| GD    | Generaldurchschnitt                                         |
| MGD   | Mannschafts-Generaldurchschnitt                             |
| BED   | Bester Einzeldurchschnitt eines Spielers                    |
| BEMD  | Bester Einzeldurchschnitt einer Mannschaft                  |
| BSD   | Bester Satzdurchschnitt eines Spielers                      |
| HS    | Höchstserie                                                 |
| WRP   | Weltranglistenpunkte                                        |

| #                          | Name                                         | MP  | GD    | BED   | HS  |
| -------------------------- | -------------------------------------------- | --- | ----- | ----- | --- |
| 1                          | Fabian Blondeel (DBC Bochum)                 | 6:0 | 23,72 | 83,33 | 210 |
| 2                          | Günter Siebert (BG Bottrop 24)               | 4:2 | 19,71 | 22,72 | 073 |
| 3                          | Harald Gast (BG Bottrop 24)                  | 2:4 | 15,29 | 19,23 | 079 |
| 4                          | Wolfgang Matz (BC Feldmark 34 Gelsenkirchen) | 0:6 | 13,58 | –     | 072 |
| Turnierdurchschnitt: 17,78 |                                              |     |       |       |     |

| MP    | Match Punkte (Sieger = 2; Unentschieden = 1; Verlierer = 0) |
| SV    | Satzverhältnis (nur bei Turnieren im Satzsystem)            |
| Pkte. | Erzielte Karambolagen                                       |
| Aufn. | benötigte Aufnahmen                                         |
| GD    | Generaldurchschnitt                                         |
| MGD   | Mannschafts-Generaldurchschnitt                             |
| BED   | Bester Einzeldurchschnitt eines Spielers                    |
| BEMD  | Bester Einzeldurchschnitt einer Mannschaft                  |
| BSD   | Bester Satzdurchschnitt eines Spielers                      |
| HS    | Höchstserie                                                 |
| WRP   | Weltranglistenpunkte                                        |

### Finalrunde
| Halbfinale       |     |     |    |       |       |     |
| Wolfgang Zenkner | 2:0 | 250 | 10 | 25,00 | 25,00 | 53  |
| Fabian Blondeel  | 0:2 | 102 | 10 | 10,20 | –     | 26  |
| Klaus Hose       | 2:0 | 250 | 8  | 31,25 | 31,25 | 82  |
| Klaus Müller     | 0:2 | 129 | 8  | 16,12 | –     | 59  |
| Spiel um Platz 3 |     |     |    |       |       |     |
| Fabian Blondeel  | 2:0 | 250 | 6  | 41,66 | 41,66 | 101 |
| Klaus Müller     | 0:2 | 88  | 6  | 11,66 | –     | 53  |
| Finale           |     |     |    |       |       |     |
| Wolfgang Zenkner | 2:0 | 250 | 3  | 83,33 | 83,33 | 122 |
| Klaus Hose       | 0:2 | 79  | 3  | 26,33 | –     | 48  |

### Abschlusstabelle
| MP    | Match Points (Sieger = 2; Unentschieden = 1; Verlierer = 0) |
| Pkte. | Erzielte Karambolagen                                       |
| Aufn. | Benötigte Versuche                                          |
| GD    | Generaldurchschnitt                                         |
| BED   | Bester Einzeldurchschnitt eines Spielers                    |
| HS    | Höchstserie                                                 |
|       | Bester GD des Turniers                                      |
|       | Bester ED des Turniers                                      |
|       | Beste HS des Turniers                                       |
|       | 1. Platz (Gold)                                             |
|       | 2. Platz (Silber)                                           |
|       | 3. Platz (Bronze)                                           |

| Endklassement              | Endklassement    | Endklassement | Endklassement | Endklassement | Endklassement | Endklassement | Endklassement | Endklassement | Endklassement |
| Platz                      | Name             | MP            | Pkt.          | Aufn.         | GD            | BED           | HS            |               |               |
| -------------------------- | ---------------- | ------------- | ------------- | ------------- | ------------- | ------------- | ------------- | ------------- | ------------- |
| 1                          | Wolfgang Zenkner | 4:0           | 500           | 13            | 38,46         | 83,33         | 122           |               |               |
| 2                          | Klaus Hose       | 2:2           | 329           | 11            | 29,90         | 31,25         | 82            |               |               |
| 3                          | Fabian Blondeel  | 2:2           | 352           | 16            | 22,00         | 41,66         | 101           |               |               |
| 4                          | Klaus Müller     | 0:4           | 217           | 14            | 15,50         | –             | 59            |               |               |
| Turnierdurchschnitt: 25,88 |                  |               |               |               |               |               |               |               |               |